# Історія Інституту математики НАН України
Інститут математики НАН України — науково-дослідний інститут в структурі Національної академії наук України.

## З історії інституту
Заснований 13 лютого 1934 року, директором Інституту математики було призначено Д. О. Граве.
Період становлення охоплює період з 1934 до 1944 року — директорами Інституту математики були Д. О. Граве (1934—1939 рр.), М. О. Лаврентьєв (1939—1941 рр.) та Г. В. Пфейффер (1941—1944 рр.).
Кадровий склад науковців в цей період включав: академіки Д. О. Граве, М. П. Кравчук, Г. В. Пфейффер, М. О. Лаврентьєв, члени-кореспонденти Н. І. Ахієзер, В. Є. Дяченко, М. Г. Крейн, М. Х. Орлов, Є. Я. Ремез, Ю. Д. Соколов, І. Я. Штаєрман. Протягом 1935—1936 років наукові ступені доктора фізико-математичних наук без захисту докторської дисертації присуджено Н. І. Ахієзеру, Є. Я. Ремезу, Ю. Д. Соколову, І. Я. Штаєрману. Ще раніше, в 1930 році, науковий ступінь доктора фізико-математичних наук було присуджено М. М. Боголюбову, а в 1938 році — М. Г. Крейну (також без захисту докторських дисертацій).
Діяльність інституту в цей період була спрямована на наукові дослідження в галузі алгебри та теорії чисел, математичного і функціонального аналізу, теорії інтегральних і диференціальних рівнянь, теорії ймовірностей та математичної статистики, теорії функцій, прикладної математики і механіки.
Значних втрат у 1930-ті роки зазнала Академія наук, у тому числі й Інститут математики. Протягом 1936–1937 рр. було розстріляно вченого секретаря інституту члена-кореспондента М. Х. Орлова, наукового співробітника відділу математичної статистики проф. В. І. Можара, заарештовано ряд науковців інституту. У 1938 році академіка М. П. Кравчука було засуджено і заслано на Колиму, де він і помер у 1942 році.
У 1939 році Інститут реорганізовано: замість 3 наукових підрозділів було створено 6 наукових відділів:
- теорії функцій комплексної змінної та її застосувань (керівник М. О. Лаврентьєв),
- математичного аналізу (Г. В. Пфейффер),
- механіки (Ю. Д. Соколов),
- прикладної математики (І. Я. Штаєрман),
- алгебри та функціонального аналізу (М. Г. Крейн)
- Львівський відділ функціонального аналізу Інституту математики (С. Банах), в якому розроблялись основи функціонального аналізу (С. Банах, С. Мазур, В. Орліч, Ю. Шаудер).

У цей період М. О. Лаврентьєв отримав істотні результати в гідродинаміці та в теорії квазіконформних відображень, розробив наближені методи розрахунку фільтрації в неоднорідному середовищі.
У 1941 році Інститут математики було об'єднано з Інститутом фізики і евакуйовано до м. Уфи. У спільному інституті залишалося лише 29 співробітників. У воєнний період основна увага приділялась виконанню урядових завдань щодо забезпечення обороноздатності країни.
У травні 1943 року об'єднаний інститут переїхав до Москви, а восени 1944 року повернувся до Києва, де було відновлено статус Інституту математики АН України.

## Повоєнне відновлення (1945–1959рр.)
Керівниками Інституту математики у цей період були: М. О. Лаврентьєв (з 1945), О. Ю. Ішлінський (1948–1955 рр.) та Б. В. Гнєденко (1955–1958 рр.).
Тематика Інституту в цей період включала: дослідження з конформних та квазіконформних відображень, спектральної теорії операторів, нелінійних задач математичної фізики, якісної теорії диференціальних рівнянь, розробки методів апроксимації функцій та з механіки суцільного середовища, вивчення ефектів вибуху.
У 1946 році за розробку варіаційно-геометричного методу розв'язування нелінійних задач теорії диференціальних рівнянь із частинними похідними, які мають важливе значення для гідро- і аеромеханіки, М. О. Лаврентьєву було присуджено Державну премію СРСР, а в 1949 році він був вдруге удостоєний Державної премії СРСР за дослідження в галузі гідромеханіки.
У 1945–1949 рр. М. М. Боголюбов спільно з М. М. Криловим розв'язав складні проблеми теорії нелінійних коливань, створив метод усереднення, одночастотний метод та метод інтегральних многовидів і отримав фундаментальні результати в теорії майже періодичних функцій та метричній теорії динамічних систем. У 1947 році наукові результати М. М. Боголюбова цього періоду відзначено Державною премією СРСР.
У цей же період М. М. Боголюбов виконав роботи, присвячені питанням статистичної механіки класичних та квантових систем, розвитку методів побудови розв'язків рівнянь для функцій розподілу та виведенню кінетичних рівнянь, методу наближеного вторинного квантування. У 1947 році було створено мікроскопічну теорію надплинності. На цій основі згодом було побудовано послідовну мікроскопічну теорію надпровідності та надплинності ядерної матерії.
Інститут структурно перебудовувався відповідно до актуальних проблем, які становили основу програми його досліджень. Так у 1949 р. до складу інституту входило 7 відділів:
- теорії функцій комплексної змінної (керівник М. О. Лаврентьєв),
- алгебри і функціонального аналізу (М. Г. Крейн),
- асимптотичних методів і теорії ймовірностей (М. М. Боголюбов),
- прикладної математики (О. Ю. Ішлінський), механіки (Ю. Д. Соколов),
- Львівський відділ теорії ймовірностей (Б. В. Гнєденко),
- Львівський відділ математичної теорії пружності (Г. М. Савін).

Згодом були створені:
- лабораторія обчислювальної математики і техніки (Б. В. Гнєденко)
- лабораторія моделювання вищої нервової діяльності (М. М. Амосов).

У 1949–1958 рр. було отримано фундаментальні результати з подальшого розвитку асимптотичних методів нелінійної механіки, а саме:
- теорії нестаціонарних коливних процесів, одночастотного методу і методу інтегральних многовидів (Ю. О. Митропольський);
- асимптотичних і операційних методів у теорії лінійних рівнянь із повільно змінними коефіцієнтами (М. З. Штокало, І. М. Рапопорт, С. Ф. Фещенко);
- математичних методів сучасної квантової теорії поля і елементарних частинок (О. С. Парасюк);
- теорії банахових алгебр та їх застосувань, геометрії банахових просторів, теорії розширень симетричних операторів, теорії цілих операторів, спектральної теорії диференціальних операторів, проблеми моментів, теорії розкладів за власними векторами самоспряжених операторів, теорії операторів у просторах з індефінітною метрикою, нормованих алгебр (М. Г. Крейн, Г. Є. Шилов, М. О. Красносельський, С. Г. Крейн, Ю. М. Березанський);
- аналітичної теорії диференціальних рівнянь та її застосувань до задач небесної механіки (Ю. Д. Соколов);
- теорії квазіконформних відображень та їх застосувань до задач фільтрації (П. Ф. Фільчаков);
- закладено основи загальної теорії крайових задач для лінійних систем еліптичного типу (Я. Б. Лопатинський);
- розроблено методи аналізу статистичних критеріїв та випадкових блукань із границями (В. С. Королюк, К. Л. Ющенко, В. С. Михалевич),
- розроблено теорію нільпотентних топологічних груп (В. М. Глушков).

У 1952 році за дослідження з питань концентрації напруження навколо отворів Г. М. Савін був удостоєний Державної премії СРСР.
Дослідження у галузі обчислювальної математики та математичного моделювання і створення обчислювальних машин дали непересічний результат — у 1956 році в лабораторії обчислювальної математики і техніки під керівництвом Б. В. Гнєденка розпочато роботу зі створення універсальної обчислювальної машини «Київ», що завершилася під керівництвом В. М. Глушкова у створеному на базі цієї лабораторії Обчислювальному центрі. У 1962 році Обчислювальний центр було перетворено на Інститут кібернетики.

## Розвиток інституту (1960—1989рр.)
У 1958—1988 роках директором Інституту математики був Ю. О. Митропольський, а з 1988 року інститут очолює А. М. Самойленко.
Структура Інституту математики цього періоду включала 9 відділів та 2 лабораторії:
- відділ математичної фізики (Ю. О. Митропольський),
- диференціальних рівнянь (Ю. Д. Соколов),
- функціонального аналізу (О. С. Парасюк),
- математичного аналізу (Ю. М. Березанський),
- теорії ймовірностей і математичної статистики (Б. В. Гнєденко),
- загальної механіки (О. Ю. Ішлінський),
- математичної теорії пружності (Г. М. Савін),
- історії математики (Й. З. Штокало),
- Харківський відділ з геометрії (А. В. Погорєлов),
- лабораторію обчислювальної математики і техніки (В. М. Глушков)
- лабораторію вищої нервової діяльності (М. М. Амосов).

Напрямки наукових досліджень цього періоду: теорія нелінійних коливань і математична фізика, теорія диференціальних рівнянь, теорія ймовірностей і математична статистика, функціональний аналіз, теорія функцій, топологія, алгебра, динаміка спеціальних механічних систем, геометрія, обчислювальна математика та історія математики.
У 1962 році за дослідження в галузі механіки М. М. Ситий був удостоєний Ленінської премії.
У теорії диференціальних рівнянь і теорії нелінійних коливань було встановлено загальні закономірності побудови асимптотичних методів нелінійної механіки, розвинуто математичну теорію багаточастотних коливань; подальшого розвитку набув метод усереднення; асимптотичні методи поширено на нові класи рівнянь із частинними похідними, на рівняння із запізненням та інші; на основі теоретико-групового підходу розроблено метод асимптотичного розщеплення диференціальних систем; подальшого розвитку набув метод інтегральних многовидів та метод послідовних замін із прискореною збіжністю ітерацій (Ю. О. Митропольський, А. М. Самойленко, О. Б. Ликова, В. І. Фодчук).
У 1965 році за цикл робіт, присвячений суттєвому розвитку і строгому математичному обґрунтуванню теорії нелінійних коливань, Ю. О. Митропольський був удостоєний Ленінської премії.
У 1970 році за розробку електроінтеграторів ЕГДА і впровадження в практику моделювання методів електрогідродинамічної аналогії П. Ф. Фільчаков і В. Г. Панчишин були удостоєні Державної премії УРСР.
У цей період було обґрунтовано теорію віднімання в квантовій теорії поля і повністю розв'язано проблему регуляризації розбіжних інтегралів, обґрунтовано метод перенормування квантової теорії поля (М. М. Боголюбов, О. С. Парасюк).
Доведено теорему про неможливість побудови аксіоматичної квантової теорії поля з додатним спектром оператора енергії-імпульсу та встановлено критерій голоморфності амплітуд розсіювання за енергією та переданим імпульсом (Д. Я. Петрина).
Важливі результати одержано в теорії динамічних систем та структурній стійкості (О. М. Шарковський).
Розроблено новий метод дослідження групових властивостей диференціальних рівнянь і побудувано багатопараметричні сім'ї точних розв'язків багатовимірних нелінійних рівнянь математичної фізики (В. І. Фущич).
Запропоновано варіаційні методи розв'язування основних крайових задач динаміки обмеженого об'єму ідеальної рідини. Досліджено властивості спектра та власних функцій задачі на власні значення з параметром у граничних умовах, що описує вільні коливання рідини в ємностях довільної геометричної форми (С. Ф. Фещенко, І. О. Луковський, М. Я. Барняк, О. Н. Комаренко).
Створено новий перспективний напрямок — асимптотичне фазове укрупнення випадкових процесів, орієнтованих на дослідження еволюції складних стохастичних систем. Набула розвитку теорія обслуговування і теорія надійності, метод факторизації в граничних задачах для процесів із незалежними приростами, доведено низку граничних теорем для напівмарковських процесів (В. С. Королюк, М. С. Братійчук, І. І. Єжов, А. Ф. Турбін, Д. В. Гусак).
У теорії мультиплікативних стохастичних півгруп побудовано загальну теорію випадкових операторів, отримано значні результати в теорії стохастичних диференціальних рівнянь з узагальненими коефіцієнтами переносу, досліджено операторні стохастичні рівняння і випадкові ряди в нескінченновимірних просторах, доведено загальну ергодичну теорему для марковських процесів (А. В. Скороход, М. І. Портенко, В. М. Шуренков, В. В. Булдигін, Г. П. Буцан).
Нові результати, одержані в теорії лінійних нерівностей, дозволили розв'язати чимало задач оптимізації, економіки та розпізнавання образів (С. М. Черніков).
У термінах диференціальних градуйованих категорій було побудовано загальну теорію матричних задач, розв'язано важливу проблему Бауера — Трелля (А. В. Ройтер, Л. О. Назарова).
У цей період в інституті побудовано теорію розкладів за спільними узагальненими власними векторами загальних сімей комутуючих нормальних операторів і теорію узагальнених функцій нескінченної кількості змінних, розв'язано пряму і обернену задачу нестаціонарного розсіяння для гіперболічних систем і рівнянь переносу, розвинуто спектральну теорію граничних задач для диференціально-операторних рівнянь, запропоновано і застосовано операторний підхід до теорії граничних значень розв'язків диференціальних рівнянь із частинними похідними в різноманітних просторах звичайних і узагальнених функцій (Ю. М. Березанський, Л. П. Нижник, М. Л. Горбачук).
У теорії функцій та їх наближень отримано асимптотичні рівності для верхніх меж відхилень кратних сум Фур'є на класах неперервних періодичних функцій багатьох змінних, розроблено ефективні методи дослідження екстремальних задач теорії наближень, які в багатьох випадках апроксимації функцій поліномами і сплайнами зробили можливим отримання завершених результатів, зокрема, в задачах оптимального відновлення функцій і лінійних функціоналів (В. К. Дзядик, М. П. Корнєйчук, О. І. Степанець).
У 1978 році за розробку ефективних методів теорії наближень М. П. Корнєйчук удостоєний Державної премії СРСР.
Суттєві результати отримано в топології і комплексному аналізі: для широкого класу фундаментальних груп доведено існування точних функцій Морса на многовидах і встановлено ряд результатів у стабільній алгебрі (існування мінімальних резольвент, ланцюгових комплексів тощо); за допомогою багатозначних відображень знайдено геометричні критерії сильної лінійної опуклості компактів і областей в багатовимірному комплексному просторі та розв'язано низку проблем стосовно відображення областей на многовидах; розв'язано важливі екстремальні задачі теорії конформних відображень, зокрема розв'язано відому екстремальну проблему про ємність конденсаторів (В. В. Шарко, А. В. Бондар, Ю. Б. Зелінський, П. М. Тамразов).
Отримано вагомі результати про рух твердого тіла навколо нерухомої точки, розроблено ефективні алгоритми оцінки точності і оптимального керування для систем інерційної навігації (В. М. Кошляков).
У 1976 році за роботи з теорії гіроскопів В. М. Кошляков удостоєний Державної премії СРСР.
Розв'язано низку задач теорії керування, що виникають при створенні робототехнічних систем, зокрема задачу стабілізації крокуючого апарату (В. Б. Ларін).
Виконано важливі дослідження в галузі нелінійної механіки твердого тіла з порожнинами, заповненими рідиною; розроблено новий підхід до аналізу стійкості систем лінійних диференціальних рівнянь із випадковими коефіцієнтами (І. О. Луковський, В. А. Троценко, Д. Г. Коренівський).
Значних результатів досягнуто з проблем механіки у Львівському філіалі Інституту математики. Цикл досліджень з розв'язання прикладних проблем термопружності в конструкціях оболонкового типу, виконаних Я. С. Підстригачем, Я. І. Бураком, Г. В. Пляцком та Б. І. Колодієм, у 1975 році відзначено Державною премією УРСР.
У 1978 році на базі Львівського філіалу Інституту математики було створено Інститут прикладних проблем механіки і математики.
За роботи із створення «Енциклопедії кібернетики», виконані в тісній співпраці з вченими Інституту кібернетики, у 1978 році В. С. Королюк був удостоєний Державної премії УРСР.
Наприкінці цього періоду (1980–1989 рр.) наукова і науково-організаційна діяльність інституту була спрямована на подальший розвиток математичної науки, підвищення ефективності її використання в прикладних цілях та забезпечення першочергового розвитку фундаментальних досліджень у таких пріоритетних напрямках: асимптотичні і якісні методи в теорії диференціальних рівнянь, аналітичні методи теорії випадкових процесів, функціональний аналіз, теорія наближення функцій, динаміка і стійкість спеціальних багатовимірних систем.
За прикладні розробки в галузі теорії нелінійних коливань у 1980 році Ю. О. Митропольський, В. М. Калинович та В. Б. Ларін удостоєні Державної премії УРСР.
У цей період розроблено теорію збурень інваріантних тороїдальних многовидів динамічних систем та основи теорії імпульсних систем, доведено метричні теореми звідності лінійних систем із квазіперіодичними коефіцієнтами, сформульовано та обґрунтовано абстрактний принцип зведення в теорії стійкості. У 1985 році за ці роботи А. М. Самойленко був удостоєний Державної премії УРСР.
Створено конструктивну теорію евклідової матриці розсіювання на основі рівнянь для коефіцієнтних функцій, для певних моделей доведено теорему існування розв'язків (Д. Я. Петрина, О. Л. Ребенко, В. І. Скрипник).
Побудовано стани нескінченно рівноважних класичних систем у рамках формалізму канонічного ансамблю (М. М. Боголюбов, Д. Я. Петрина).
Зроблено істотний внесок у розвиток конструктивного методу дослідження симетричних властивостей багатовимірних систем диференціальних рівнянь із частинними похідними; описано системи лінійних і нелінійних диференціальних рівнянь, інваріантних відносно груп Галілея, Пуанкаре і конформної групи; побудовано широкі класи точних розв'язків багатовимірних нелінійних хвильових рівнянь (В. І. Фущич).
Створено основи якісної теорії функціонально-різницевих рівнянь із неперервним аргументом. Запропоновано новий підхід у математичному моделюванні турбулентності, що дало змогу пояснити такі явища, як автомодельність, автостохастичність тощо (О. М. Шарковський).
Розроблено оригінальну концепцію розвитку паралельних обчислень для дослідження нелінійних фізичних процесів в областях довільної форми, що описуються рівняннями математичної фізики (Б. Б. Нестеренко).
Для розв'язування інтегральних, диференціальних, інтегро-диференціальних рівнянь розроблено проєкційно-ітеративні методи з високою швидкістю збіжності (А. Ю. Лучка).
Розроблено наближені методи розв'язання нелінійних проблем теплопровідності та дифузії, екологічних задач із вільними межами (А. А. Березовський).
Побудовано теорію стохастичних диференціальних рівнянь у просторах із складною локальною структурою (многовиди з краєм, многовиди із змінною кількістю вимірів тощо), а також теорію лінійних стохастичних диференціальних рівнянь у нескінченновимірних просторах із коефіцієнтами, які є необмеженими лінійними операторами; доведено граничні теореми для необмежено зростаючої кількості взаємодіючих частинок; дано опис класу граничних випадкових процесів (А. В. Скороход, М. І. Портенко). Дано повний опис фінальних імовірностей ергодичних процесів Маркова із загальним фазовим простором і носіїв імовірнісних мір у банахових просторах (В. М. Шуренков, В. В. Булдигін). Для еволюційних стохастичних операторних систем доведено теореми про ізоморфізм таких систем звичайним випадковим процесам із незалежними приростами (Г. П. Буцан). За допомогою прямих імовірнісних методів отримано формули двоїстості для випадкових блукань (І. І. Єжов).
У 1982 році за дослідження із загальної теорії і спеціальних класів випадкових процесів А. В. Скороход був удостоєний Державної премії УРСР.
У цей період доведено теореми типу асимптотичного фазового укрупнення для напівмарковських випадкових еволюцій, вивчено граничну поведінку таких еволюцій і адитивних функціоналів у схемі фазового укрупнення, а також асимптотичну поведінку розв'язків систем диференціальних рівнянь із коефіцієнтами, що залежать від марковських процесів, розвинуто новий аналітичний напрямок у математичній теорії надійності складних систем, що відновлюються (В. С. Королюк, А. Ф. Турбін).
У галузі функціонального аналізу подальшого розвитку набула спектральна теорія самоспряжених і нормальних операторів, що діють у просторах функцій нескінченної кількості змінних, встановлено нові ознаки самоспряженості нескінченновимірних еліптичних операторів (Ю. М. Березанський); побудовано теорію розширень ермітових операторів граничних значень (А. Н. Кочубей) та її застосувань до некласичних диференціальних операторів (точкові взаємодії, сильно сингулярні потенціали та ін.) (А. Н. Кочубей, В. А. Михайлець, Л. П. Нижник); розвинуто теорію гладких і узагальнених функцій (векторів), в основу якої покладено довільний замкнений лінійний оператор у банаховому просторі замість оператора диференціювання у просторі сумовних з квадратом функцій; для просторів таких функцій доведено абстрактний варіант теорем Пелі — Вінера та Стоуна — Вейєрштрасса (М. Л. Горбачук, В. І. Горбачук). Для самоспряжених операторів, породжених еліптичним диференціальним виразом і довільними крайовими умовами, досліджено структуру спектра, описано класи граничних умов, за яких спектр є дискретним, вивчено асимптотику цього спектра (В. І. Горбачук, В. А. Михайлець); побудовано теорію розсіювання в термінах білінійних функціоналів і розроблено методи дослідження сингулярних збурень самоспряжених операторів, доведено існування хвильових операторів у низці моделей квантової теорії поля (В. Д. Кошманенко, Л. П. Нижник).
Знайдено ознаки еквівалентності частини кореневих векторів поліноміальних пучків операторів та одержано теореми про мінімальність і базисність кореневих векторів (Г. В. Радзієвський).
Досліджено багатовимірні обернені задачі розсіювання для гіперболічних рівнянь із частинними різницями, інтегро-диференціальних і функціональних рівнянь; проінтегровано методом оберненої задачі розсіювання просторово-двовимірні нелінійні еволюційні рівняння (Л. П. Нижник). У 1987 році за практичне застосування отриманих результатів Л. П. Нижник був удостоєний Державної премії УРСР.
У теорії функцій отримано важливі результати стосовно проблеми поліноміальної апроксимації та сплайн-апроксимації, розв'язано екстремальні задачі наближення деяких класів функцій та задачі оптимального кодування і оптимального відновлення функцій і лінійних функціоналів (М. П. Корнєйчук).
Розроблено апроксимаційно-ітеративний метод для звичайних диференціальних рівнянь з аналітичною правою частиною і досліджено узагальнену проблему моментів (В. К. Дзядик).
Закладено основи теорії наближення на класах періодичних функцій, заданих за допомогою мультиплікаторів і зсувів аргументу (О. І. Степанець).
Вагомі результати, що стосуються проблеми продовження функцій із простору Соболєва, були отримані В. М. Коноваловим та І. О. Шевчуком.
Доведено глобальні і локальні контурно-телесні теореми для голоморфних функцій і відображень у відкритих множинах замкненої комплексної площини (П. М. Тамразов).
Досягнуто значних результатів при дослідженні топологічних властивостей функцій і відображень, зокрема, в теорії Морса і К-теорії (Ю. Ю. Трохимчук, А. В. Бондар, Ю. Б. Зелінський, В. В. Шарко).
Фундаментальні результати отримано в області теорії груп і лінійної алгебри, зокрема вивчено і конструктивно описано важливі види неабельових періодичних груп з абельовим комутантом і абельовими силовськими підгрупами (С. М. Черніков, Д. І. Зайцев), побудовано теорію зображень узагальнених частково упорядкованих множин і вказано її важливі застосування до скінченновимірних алгебр (Л. О. Назарова, А. В. Ройтер).
Значних успіхів досягнуто в розв'язанні складних математичних проблем механіки, зокрема подальшого розвитку набула теорія гіроскопів і навігаційних гіроскопічних систем (В. М. Кошляков).
Дослідження динаміки руху рідини, виконані М. Є. Темченко, у 1981 році було відзначено Державною премією СРСР.
У 1983 році за наукові роботи в галузі динаміки спеціальних механічних систем, створення нових математичних моделей механіки твердих деформованих тіл і розробку методів розрахунку коливань і стійкості руху таких тіл І. О. Луковський, Д. Г. Коренівський, М. О. Пустовойтов, В. А. Троценко були удостоєні Державної премії УРСР.

## Сучасний етап (1990— …)
На початку 90-х років Інститут математики налічував 18 наукових відділів, до складу яких входило 10 структурних лабораторій: відділ математичної фізики і теорії нелінійних коливань (керівник Ю. О. Митропольський) із лабораторіями крайових задач електродинаміки і пружності (А. А. Березовський) та інформаційних технологій і комп'ютерної математики (В. А. Широков), теорії динамічних систем (О. М. Шарковський), звичайних диференціальних рівнянь (А. М. Самойленко), алгебри (А. В. Ройтер), топологічних методів аналізу (Ю. Ю. Трохимчук), теорії ймовірностей і математичної статистики (В. С. Королюк) із лабораторією прикладної статистики (А. Ф. Турбін), функціонального аналізу (Ю. М. Березанський) із лабораторією обернених задач спектрального аналізу (Л. П. Нижник), випадкових процесів (А. В. Скороход) із лабораторією стохастичних диференціальних рівнянь і дифузійних процесів (М. І. Портенко), диференціальних рівнянь із частинними похідними (М. Л. Горбачук), теорії функцій (В. К. Дзядик) із лабораторією гармонічного аналізу (О. І. Степанець), теорії наближень (М. П. Корнєйчук), комплексного аналізу і теорії потенціалу (П. М. Тамразов), прикладних досліджень (В. І. Фущич) із лабораторією математичних проблем тепломасопереносу (А. С. Галіцин), математичного моделювання (Б. Б. Нестеренко), стійкості багатовимірних систем (І. О. Луковський) із лабораторією математичних проблем механіки (Д. Г. Коренівський), механіки і процесів управління (В. М. Кошляков), теорії надійності ймовірнісних систем (Г. П. Буцан) із лабораторією статистичних методів теорії надійності (І. І. Єжов), математичних методів статистичної механіки (Д. Я. Петрина).
У цей період вчені інституту виконують дослідження з таких актуальних напрямків математики: алгебра, топологія, теорія функцій, функціональний аналіз, теорія звичайних диференціальних рівнянь і рівнянь із частинними похідними, математична фізика і теорія нелінійних коливань, теорія ймовірностей та математична статистика, математичні методи механіки, обчислювальна математика, математичне моделювання і прикладна математика.
У теорії нелінійних коливань розвинуто асимптотичні методи для рівнянь вищих порядків та рівнянь із частинними похідними, побудовано адіабатичні інваріанти для широких класів динамічних систем, доведено важливі теореми теорії стійкості (Ю. О. Митропольський); отримано суттєві результати в побудові конструктивної теорії локальних центральних многовидів (О. Б. Ликова).
У теорії диференціальних рівнянь розв'язано проблему асимптотичного розщеплення сингулярно збуреної системи лінійних диференціальних рівнянь у складній біфуркаційній точці коефіцієнтів системи; розроблено методи асимптотичного інтегрування лінійних систем із повільно змінними коефіцієнтами та виродженнями, завершено обґрунтування чисельно-аналітичного методу дослідження періодичних розв'язків нелінійних диференціальних рівнянь, зокрема, знайдено точне значення радіуса збіжності мажорантного ряду цього методу; побудовано теорію Фавара для лінійних імпульсних систем з обмеженими операторними коефіцієнтами в банаховому просторі (А. М. Самойленко).
У 1996 році за цикл робіт «Нові математичні методи в нелінійному аналізі» Ю. О. Митропольський, А. М. Самойленко, В. Л. Кулик, О. К. Лопатін та М. Й. Ронто удостоєні Державної премії України.
Розроблено основні положення теорії майже періодичних імпульсних систем і теорії лінійних імпульсних розширень динамічних систем на торі (С. І. Трофімчук, В. І. Ткаченко).
Побудувано основи локальної теорії нелінійних функціональних рівнянь, розвинуто метод нормальних форм Пуанкаре для неавтономних різницевих рівнянь (Г. П. Пелюх).
Отримано вагомі результати в теорії нетерових крайових задач для систем диференціальних рівнянь і рівнянь з імпульсною дією (О. А. Бойчук).
У теорії динамічних систем запропоновано класифікацію одновимірних динамічних систем за типом траєкторії, що обертається; знайдено критерії простоти і складності; розвинуто новий підхід до математичного моделювання турбулентності (концепція «ідеальної турбулентності») і з нової точки зору розглянуто розвиток каскадного процесу утворення структур і виникнення просторово-часового детермінованого хаосу; запропоновано математичний формалізм для опису процесів утворення структур, у тому числі фрактальних, розв'язками різницевих рівнянь із неперервним аргументом (О. М. Шарковський).
У теорії диференціальних рівнянь із частинними похідними створено теорію степеня збурення щільно заданого максимально монотонного оператора із застосуванням її до проблем розв'язності варіаційних нерівностей і диференціальних включень еліптичного і параболічного типів, побудовано коректор відносно рівномірної збіжності для розв'язку нелінійної параболічної задачі в загальній перфорованій області та вивчено поведінку залишкового члена його асимптотичного розкладу (І. В. Скрипник).
Досліджено еволюційні рівняння з регуляризованою дробовою похідною відносно часу, котрі широко застосовуються у фізиці для опису аномальної дифузії; побудовано матрицю Гріна задачі Коші для неоднорідного рівняння фрактальної дифузії із змінними коефіцієнтами (С. Д. Ейдельман, А. Н. Кочубей).
Побудовано теорію псевдодиференціальних операторів над полем п-адичних чисел і загальними локальними полями; одержано зображення канонічних комутаційних співвідношень операторами над локальним полем характеристики п, що уможливило систематичну розробку основ аналізу і теорії звичайних диференціальних рівнянь над такими полями; розроблено теорію диференціальних рівнянь із нерегулярними особливостями над полем додатної характеристики (А. Н. Кочубей).
Для диференціальних рівнянь у банаховому просторі як над архімедовим, так і неархімедовим полем знайдено критерії розв'язності задачі Коші в різноманітних класах аналітичних вектор-функцій скінченних порядку і типу, за допомогою яких було визначено межі застосування методу степеневих рядів до знаходження як точних, так і наближених розв'язків цих рівнянь; для наближених розв'язків одержано апріорні оцінки похибки наближення; побудовано теорію граничних значень півгруп лінійних операторів у банаховому просторі, знайдено критерії розв'язності диференціальних рівнянь у банаховому просторі в класах цілих вектор-функцій скінченного порядку (М. Л. Горбачук, В. І. Горбачук).
На еволюції, що описуються диференціальними рівняннями другого порядку гіперболічного типу, поширено схему Лакса — Філліпса; одержано зображення матриці розсіяння і досліджено її залежність від вибору вільної еволюції; розв'язано обернену задачу (С. О. Кужель).
Розвинуто негауссовий, зокрема пуассонівський, нескінченновимірний аналіз на просторах, спряжених до ядерного, і на просторах конфігурацій та спектральну теорію якобійових полів, на основі якої побудовано узагальнення хаотичного зображення для гамма-поля операторів і відповідного стохастичного процесу; побудовано теорію розкладів за сумісними узагальненими власними векторами загальних сімей комутуючих нормальних операторів; розроблено теорію розсіяння в термінах білінійних функціоналів (Ю. М. Березанський, Л. П. Нижник, В. Д. Кошманенко).
Розроблено методи теорії гіпергруп та алгебраїчні методи функціонального аналізу, що, зокрема, дало можливість описати зображення широкого класу квантових груп та однорідних просторів (Ю. М. Березанський, Ю. С. Самойленко).
Побудовано гармонічний аналіз на просторах конфігурацій і вказано його застосування до рівноважних та нерівноважних проблем нескінченно частинкових систем математичної фізики, запропоновано зручну для застосувань у пуассоновому аналізі модифікацію біортогонального аналізу (Ю. М. Березанський, Ю. Г. Кондратьєв).
Розвинуто нові математичні методи дослідження рівноважних станів у класичних і квантових неперервних системах і наведено їх застосування до моделей математичної фізики, доведено існування глауберової динаміки для загального класу потенціалів взаємодії, отримано нову систему рівнянь для кореляційних функцій такої динаміки; запропоновано нові підходи до побудови дифузійних та глауберових процесів, проаналізовано ергодичні властивості і скейленгові границі розглянутих процесів (Ю. Г. Кондратьєв, О. Л. Ребенко).
Розроблено нові теоретико-операторні методи аналізу операторів Шредінгера з сингулярними потенціалами та досліджено їх спектральні властивості (В. А. Михайлець).
Досліджено сингулярно збурені самоспряжені оператори на основі збурення білінійних форм, отримано умови виникнення власних значень у спектральних лакунах основного оператора та вивчено спектральні властивості оператора Шредінгера з сингулярним потенціалом (Л. П. Нижник, В. Д. Кошманенко).
У 1998 році за цикл робіт «Нові методи в теорії узагальнених функцій та їх застосування до математичної фізики» Ю. М. Березанському, В. І. Горбачук, М. Л. Горбачук, Ю. Г. Кондратьєву та Л. П. Нижнику присуджено Державну премію України.
У математичній фізиці та статистичній механіці побудовано розв'язки рівнянь Боголюбова для класичних та квантових нескінченних систем, досліджено спектри модельних гамільтоніанів у просторах трансляційно-інваріантних функцій, виведено рівняння Больцмана з рівнянь Боголюбова без використання додаткових фізичних гіпотез, знайдено та досліджено рівняння для коефіцієнтних функцій матриці розсіяння поліноміальних моделей, вивчено спектр модельного гамільтоніана теорії надпровідності для скінченного куба з періодичними граничними умовами (Д. Я. Петрина, В. І. Герасименко).
Досліджено ієрархії дифузійних рівнянь боголюбовського типу, що описують броунівську динаміку плоских ротаторів, осциляторів та частинок із парною взаємодією; знайдено узагальнені розв'язки гіббсівського типу цих ієрархій та розв'язано для них задачу Коші у банахових просторах, що містять рівноважні (гіббсівські) кореляційні функції (В. І. Скрипник).
Розроблено методи побудови розв'язків для дуальної ієрархії рівнянь Боголюбова для нескінченних квантових та класичних систем частинок (В. І. Герасименко).
Побудовано незвідні зображення парасупералгебри Пуанкаре, яка містить центральні заряди і алгебру внутрішніх симетрій; вперше знайдено рівняння руху релятивістської частинки із спіном 3/2, які не мають непричинних зв'язків; побудовано парасуперсиметричну модель Веса — Зуміно та модель суперсиметричної квантової механіки з центральними зарядами (А. Г. Нікітін).
У 2001 році за цикл праць «Функціонально-аналітичні та групові методи в математичній фізиці» Д. Я. Петрина, В. І. Герасименко, А. Г. Нікітін, П. В. Малишев, В. І. Фущич (посмертно) удостоєні Державної премії України.
У теорії ймовірностей розглянуто марковські збурення диференціальних, інтегральних та різницевих рівнянь; знайдено асимптотику розв'язків для високочастотних збурень; доведено теорему існування розв'язку нескінченної системи стохастичних диференціальних рівнянь, яка описує поведінку нескінченної кількості взаємодіючих частинок (А. В. Скороход).
Розвинуто асимптотичні методи аналізу стохастичних диференціальних рівнянь, створено теорію, що ґрунтується на понятті розширеного стохастичного інтеграла, і розроблено методи побудови та дослідження математичних моделей явища дифузії в середовищах із напівпрозорими мембранами (А. В. Скороход, М. І. Портенко).
Обґрунтовано евристичні принципи фазового укрупнення складних систем, одержано вагомі результати в теорії масового обслуговування і теорії надійності, доведено ряд граничних теорем для напівмарковських процесів, побудовано пуассонову апроксимацію стохастичних однорідних адитивних функціоналів із напівмарковськими перемиканнями (В. С. Королюк).
На основі нових математичних моделей явища дифузії в середовищах із напівпрозорими мембранами вивчено характер поведінки частинок, що дифундують поблизу таких мембран, зокрема мембран з липучими точками, мембран, які діють в нахиленому напрямку тощо; дано повний опис класу граничних розподілів для кількості перетинів мембрани дискретною апроксимацією узагальнених дифузійних процесів, що моделюють рух заданої частинки (М. І. Портенко).
Введено і досліджено Р-гармонічні стаціонарні випадкові процеси; вивчено ізотропні броунівські рухи, альтернативні процесам Вінера — Леві; побудовано моделі броунівського руху, альтернативні моделі Ейнштейна — Вінера — Леві та розвинуто аналітичний апарат для їх дослідження; знайдено ймовірнісний розв'язок гіперпараболічного рівняння (А. Ф. Турбін).
Запропоновано нове означення сильного мірозначного розв'язку для стохастичних рівнянь; доведено теорему існування для цього розв'язку та встановлено його зв'язок із слабким розв'язком; за допомогою критерію слабкої збіжності випадкових мірозначних процесів доведено існування еволюційного процесу, в якому маса переноситься незалежними броунівськими частинками (А. А. Дороговцев).
У 2003 році за цикл монографій «Аналітичні та асимптотичні методи дослідження стохастичних систем та їх застосування» В. С. Королюк, А. В. Скороход, М. І. Портенко, А. А. Дороговцев і А. Ф. Турбін удостоєні Державної премії України.
В алгебрі знайдено критерій скінченної зображуваності для біінволютивних частково впорядкованих множин і наведено явні критерії такої зображуваності для триадичних та діадичних множин, введено поняття маркованого колчана, дано характеристику скінченно зображуваних маркованих колчанів та одержано критерії скінченності та ручності для важливих класів матричних задач (А. В. Ройтер, Л. О. Назарова).
З'ясовано основні властивості та структуру локально ступінчастих РН-груп з умовою шарової мінімальності, описано структури періодичних локально розв'язних груп, які розкладаються у добуток двох гіперабельових локально нільпотентних підгруп, встановлено властивості груп із зростаючим цокольним рядом (М. С. Черніков).
У термінах діаграм Динкіна наведено необхідні та достатні умови скінчен-новимірності як степеневого, так і експоненціального росту алгебр, породжених лінійно зв'язними ідемпотентами із заданими спектрами (Ю. С. Самойленко).
У теорії функцій за допомогою сплайнів розроблено нові методи оптимального відновлення функціональної залежності за неповною або неявною інформацією, розв'язано задачу оптимізації адаптивних методів відновлення неперервних функцій, отримано точні оцінки у випадках, коли адаптивні методи гарантують більш високий порядок похибки порівняно з неадаптивними (М. П. Корнєйчук).
У 1994 році за цикл робіт «Теорія сплайнів та її застосування в оптимізації наближень» М. П. Корнєйчук удостоєний Державної премії України.
Подальшого розвитку набув апроксимаційно-ітеративний метод рівномірного наближення розв'язків нелінійних диференціальних та інтегральних рівнянь (В. К. Дзядик).
Створено методи, що дають змогу єдиним способом розв'язувати традиційні задачі теорії наближень для різноманітних об'єднань функцій, зокрема, для широко відомих класів Вейля — Надя і Соболєва та класів функцій, що визначаються згортками з довільними інтегровними ядрами; запропоновано новий підхід до класичних задач теорії наближення в абстрактних лінійних просторах (О. І. Степанець).
Побудовано теорію субгармонічного і плюрісубгармонічного продовження функцій та теорію потенціалу для просторових конденсаторів, розв'язано нові екстремальні задачі в теорії однолистих відображень на областях, що не налягають одна на одну, і побудовано контурно-тілесну теорію тонкоголоморфних та тонкогіпогармонічних функцій без обмежень про їх глобальну мажорацію (П. М. Тамразов).
У топології суттєво розвинуто гомологічну алгебру і К-теорію. Для простору функцій Морса на поверхнях знайдено необхідні й достатні умови належності функцій до однієї компоненти зв'язності та критерії існування на чотиривимірному многовиді функцій Ботта з тороїдальною сингулярною множиною, побудовано гомотопічні інваріанти ланцюгових комплексів гільбертових модулів над алгебрами фон Неймана, розроблено топологічну класифікацію функцій з ізольованими сингулярностями на поверхнях (В. В. Шарко).
В обчислювальній математиці побудовано чисельно-аналітичний метод для знаходження розв'язку задачі Коші для абстрактних диференціальних рівнянь першого та другого порядку з необмеженим операторним коефіцієнтом, який має експоненціальну швидкість збіжності і допускає розпаралелювання; знайдено достатні умови стійкості абстрактних тришарових різницевих схем, коефіцієнти яких залежать від одного сильно Р-позитивного оператора (В. Л. Макаров).
Побудовано теорію локально асинхронних методів паралельних обчислень та розроблено багатосітковий асинхронний метод дослідження нелінійних фізичних процесів в областях довільної форми (Б. Б. Нестеренко).
У механіці для нелінійних крайових задач теорії руху тіла з рідиною, що знаходиться у віброакустичному полі і має вільну поверхню, отримано варіаційні критерії стійкості поверхні розділу та квазістатичної форми рівноваги, встановлено нові ефекти перекиду та провалу обмеженого об'єму рідини; сформульовано варіаційний принцип у нелінійній теорії руху плаваючих тіл, частково заповнених рідиною; доведено, що екстремальні значення відповідного функціоналу досягаються на розв'язках нелінійних крайових задач із вільними границями, які описують безвихровий рух зовнішнього та внутрішнього об'єму рідини; запропоновано інваріантну форму нелінійних рівнянь збуреного руху твердого тіла з циліндричною порожниною, частково заповненою рідиною (І. О. Луковський).
Розроблено методи дослідження стійкості важкого твердого тіла, яке обертається навколо своєї осі, стійкості механічних консервативних систем; на основі непозиційної системи залишкових класів досліджено різноманітні задачі інерційної навігації; розроблено методи структурної декомпозиції та керування динамічними системами; обґрунтовано допустимість застосування рівнянь прецесійної теорії до нестаціонарних гіроскопічних систем (В. М. Кошляков, С. П. Сосницький, С. М. Онищенко, В. В. Новицький, К. І. Науменко).
Проведено фундаментальні дослідження динаміки руху твердого тіла на струнному підвісі, за які в 1996 році М. Є. Темченко та В. О. Стороженко удостоєні Державної премії Росії.